# Edmund Fürst
Edmund Fürst (hebräisch אדמונד פירסט; * 6. Januar 1874 in Berlin; † 1955 in Tel Aviv)  war ein deutscher Maler, Radierer und Illustrator.

## Leben
Edmund Fürst wurde 1874 in Berlin geboren. Sein Vater Gustav Gerson Fürst hatte in Paris Malerei studiert und war anschließend nach Berlin zurückgekehrt, wo er als Künstler bekannt wurde. Dessen Vater (Edmunds Großvater) hielt von der Kunst so wenig, dass er nach dem Weggang seines Sohnes nach Paris die traditionelle jüdische Trauerzeit hielt. Fürsts Familie stammte ursprünglich aus Ungarn, von wo aus sie nach Frankfurt/Oder umgesiedelt war. Später besuchte Edmund das Realgymnasium in Berlin, danach für 4 Jahre die Berliner Kunstakademie.
Bereits als Schüler an der Akademie machte er in der Ausstellung 1904 in der Berliner Secession mit dem Ölgemälde „Drachentöter“ auf sich aufmerksam. 1906 stellte er in der Großen Berliner Kunstausstellung Märchenzeichnungen aus, unter anderem vier Illustrationen zu König Drosselbart. 1907 nahm er an der Ausstellung im Münchner Glaspalast mit zwei Aquarellen teil. Als Mitglied des Deutschen Künstlerbundes beteiligte er sich an den Graphischen Ausstellungen in Leipzig 1907 und in Hamburg 1913.
Am 25. Februar 1903 heiratete er Johanna Katharina Lode, Tochter eines Getreidehändlers. Die junge Familie hatte eine enge Beziehung zum liberalen Rabbiner Dr. Lahmann, der Fürst schnell als Maler bekannt werden ließ. Vor allem aber als Illustrator tat sich Fürst durch graphische Arbeiten hervor – neben Zeichnungen, Stichen, Lithographien gestaltete er regelmäßig Arbeiten für die Beilage der Berliner Illustrirte Zeitung, des bekannten Berliner Ullstein-Verlags. Dieser beschäftigte ihn auf Dauer als Buchillustrator. So hat er eine lange Reihe von Büchern illustriert, von denen einige auch ins Hebräische übersetzt wurden. Er nahm an Ausstellungen des Berliner Künstlerbundes teil, wie auch der Berliner Sezession. In den genannten Ausstellungen zogen seine Porträts, Landschaftsbilder in Aquarell und Öl und seine zahlreichen Radierungen die Aufmerksamkeit der Kunstkritiker auf sich. Von den letzteren weisen viele Themen des Alten und des Neuen Testaments auf, die den Künstler weniger in religiöser als vielmehr in spiritueller Hinsicht beschäftigten. Er war ein Einzelgänger, der sich seine Freunde sorgsam aussuchte. In Berlin hatte er sich während des Studiums an der Akademie mit Lyonel Feininger angefreundet, der kurze Zeit mit Fürsts Schwester Clara, einer Pianistin, verheiratet war. Auch war er dem Maler Max Fabian freundschaftlich verbunden.
1916 wurde er zum Dienst im deutschen Heer einberufen und diente dort als Telefonist in der Fliegertruppe. Seine Aufgabe lag in der Errichtung und Pflege des Telefonnetzes an der Front. In seinem Tornister trug er beide Teile von Goethes „Faust“. Später wurde er als versierter Maler in eine Propaganda-Einheit versetzt und zwar als Leiter der Abteilung Photographie. Mitte 1916 (möglich auch 1918?) wurde er auf Wunsch des Ullstein-Verlags vom Militärdienst freigestellt, weil dieser einen Mitarbeiter zur Erfassung der kriegsbedingten Ausgaben benötigte.
Mit Ausrufung der Weimarer Republik wurde er vom Verlag als Zeichner und Reporter zur Nationalversammlung nach Weimar entsandt. In jenen Jahren bereiste er Europa vom Mittelmeer bis zur Nordsee, und überall zeichnete und malte er Öl- und Aquarellbilder, die nicht nur von seinen impressionistischen Affinitäten zeugen, sondern auch von seinem hohen künstlerischen Niveau, das in der Berliner Presse positiv besprochen wurde.
1920 illustrierte er Bürgels Ulebuhle-Geschichten – ein Bestseller der damaligen Zeit.
Allem Anschein nach haben ihn die Schrecken des Krieges, die tragischen Ereignisse um die darauf folgenden Aufstände und das Infragestellen der Grundfeste des Lebens im Deutschland der Jahre nach dem Ersten Weltkrieg seelisch so erschüttert, dass er beschloss, mit seiner Familie Berlin zu verlassen. Hierzu kaufte er sich bei Würzburg ein Anwesen mit Weinbergen und Landwirtschaft und versuchte sich als Landwirt, unter anderem bei der Ernte, wobei er durch die Arbeit mit der Sichel seine rechte Hand so stark in Mitleidenschaft zog, dass ihm der Arzt dies fortan verbot (1922). Da er darin keine Erfahrung hatte und nicht wusste, wie man einen Landwirtschaftsbetrieb zu führen hat, konnte er diesen nicht länger aufrechterhalten. Er musste verkaufen und mit der Familie nach Berlin zurückziehen. Dort hatte sich die Lage inzwischen jedoch gründlich geändert. Die galoppierende Inflation hatte die Wirtschaft zusammenbrechen lassen. Um seine Familie ernähren zu können, nahm er eine Teilzeitbeschäftigung beim Ullstein Verlag an und zwar als Leiter der Retuschierwerkstatt. Somit war der Lebensunterhalt gesichert und konnte er sich nunmehr die meiste Zeit des Tages seinem künstlerischen Schaffen widmen. Diese Position hielt er bis zu Hitlers Machtergreifung inne.
Bald darauf wurde er als Jude aus der obligatorischen „Arbeitsfront“ ausgeschlossen und darauf vom Verlag entlassen. Im Frühjahr 1934 emigrierte er mit seiner Frau nach Palästina (nachdem ihre Töchter dies bereits ein Jahr zuvor getan hatten). Schon im Herbst desselben Jahres eröffnete er im Handelshaus „Maskit“ in Jerusalem eine Einzelausstellung, in der Ansichten der Stadt und ihrer Umgebung in Farbe und als Bleistiftzeichnungen, ihre weite Landschaften jener Tage, ebenso aber auch ein Porträt Kurt Blumenfelds, des Präsidenten der Zionistischen Vereinigung für Deutschland gezeigt wurden. Später wurden seine Werke in weiteren Städten in Israel gezeigt, und er beteiligte sich auch an einer Gesamtausstellung israelischer Künstler. Er pflegte das Land viel zu bereisen, und überall fertigte er Bilder an, größtenteils Aquarelle und Zeichnungen: Ansichten von Tiberias, Zefat, Jerusalem, das Innere einer Jerusalemer Synagoge, die Märkte der Stadt, Kamele am Yarkon-Fluss, Badende am Meer und weitere Arbeiten. In den 1940er Jahren fertigte er ein Wandbild im Hotel „Eden“ in Jerusalem an.
Obgleich er eine akademische Ausbildung erhalten hatte, war Fürst ein ausgesprochener Impressionist, wovon die meisten seiner Bilder durch ihre ruhevolle Stimmung und die ausgesuchte Auswahl der Töne zeugen. Hier und da jedoch zeigen seine Gemälde eine äußerst expressive Seite. Zu seinen besten Werken zählen Porträts in Pastellfarben, Landschaften in Mischtechniken und vor allem freie Kompositionen zu musikalischen Themen, die seine Liebe zur Musik dokumentieren. In diesen Kompositionen kommt nicht nur seine künstlerische Kraft zum Vorschein, sondern auch seine persönliche Kultur, die diesen Bildern das herausragende Niveau künstlerischen Gestaltung verlieh.